# 神田重義
神田 重義（かんだ しげよし、1866年8月12日（慶応2年7月3日） - 1938年（昭和13年）3月14日）は、日本の政治家。衆議院議員（1期）。

## 経歴
石川県出身。1886年、石川県師範学校(現・金沢大学教育学部)卒。能美郡会議員、同議長、石川県会議員、同参事会員となる。
1920年の第14回衆議院議員総選挙において石川4区から立憲政友会公認で立候補して当選する。3票差での当選だったが、選挙結果を巡って選挙訴訟が起こり、その結果当選無効となり、議員の地位を失った。1938年に死去した。